# Ceropegia kaariyei
Ceropegia kaariyei är en oleanderväxtart som beskrevs av Mats Thulin. Ceropegia kaariyei ingår i släktet Ceropegia och familjen oleanderväxter. Inga underarter finns listade i Catalogue of Life.